# SC/MP
SC/MP（スキャンプ）は、ナショナル セミコンダクターが1974年に発表した初期の8ビットマイクロプロセッサである（実際にリリースされたのは1976年と言われている）。SC/MP は "Simple Cost-effective Micro Processor" の略とされている。

## スペック
- 動作周波数：1MHz (クロック発振回路内蔵)
- アドレスバス：16ビット（ただし上位4ビットはアドレスバス専用ピンが無い）
- データバス：8ビット
- レジスタセット：汎用8ビットレジスタ×2本、プログラムカウンタ16ビット、ポインタレジスタ16ビット×3本

プログラムカウンタは、通常のカウントアップ等では下位12ビット（4KBのページ内）しか変化せず、それを越えるとラップアラウンドする。プログラムカウンタの上位4ビットを変化させるには特別な命令を実行する必要がある。これにより、メモリ空間は4KBを1ページとした16ページで構成されていた。

### 特徴的なスペック
- SC/MPはバスを積極的に解放できた。当時としては珍しいこの特長のため、マルチプロセッサ構成が実現可能だった。しかし目ぼしい使用例はなく、後継の SC/MP II になっていくつかの使用例が見られるだけである。外部リンクにあるデータシートには3個のSC/MPによるマルチプロセッサ構成が示されている。
- プログラムカウンタは命令をフェッチする前にインクリメントされる。従ってリセット後に最初に実行する命令のアドレスは 0001 番地である。0000 番地にはたいていNOPを置いていた。
- チップ数を少なくするため、UARTなしでもシリアル通信が可能な入出力ピンを備えていた。この機能は SC/MP III では削除された。

## 実装
- ISP-8A/500 SC/MP I（1974年）: 1MHz、PMOS
- INS 8060 ISP-8A/600 SC/MP II（1977年）: 4MHz（内部2MHz）、NMOS。アーキテクチャは SC/MP I と同一。
- INS 807x SC/MP III（1978年）: 4MHz（内部2MHz）。アドレスバスを16ビットに拡大してレジスタや命令セットを増強した上位互換品。ROMを内蔵したバージョンもあり、Tiny BASICをチップ上に搭載していた。

## 使用例
- MK14: ワンボードマイコンキット
- ADB-002: アドテックシステムサイエンス製のボード。RAMとBASIC ROMをソケットに挿すことでNIBLが動作する。このボードを用いたコンピュータキットのCOMKIT 8060が同社から1978年に99,800円で販売された。
- Orange： Apple IIによく似た外見のコンピュータ。ただしCPUは SC/MP II であるため、Apple IIとの互換性はない。